# Ònnega Fortúnez
Ònnega Fortúnez o Íñiga Fortúnez (848 - després de l'any 890) fou una princesa basca del Regne de Pamplona, posteriorment denominat Regne de Navarra. Fou filla del rei Fortuny I de Pamplona i la seva esposa Oria.
Per l'època en què neix Ònnega, la península Ibèrica es trobava sota el domini de la dinastia musulmana Omeia. Només els regnes del nord d'Astúries i Pamplona romanien cristians, perpetuant les tradicions hispano-romanes visigodes. Ònnega era membre de la casa reial dels Íñiguez, que feia honor al seu besavi Íñigo Arista, qui havia fundat el Regne de Pamplona cap a l'any 824 dC, amb prou feines 25 anys abans del naixement d'Ònnega. La informació sobre la vida d'Ònnega és parcial. Les dades biogràfiques sobre ella provenen de dues fonts principals: el Còdex de Roda i dels relats d'historiadors musulmans d'Al-Àndalus, que fan referència a Ònnega pel nom àrab Durr (در), que significa "perla".
Ònnega és principalment coneguda per haver contret matrimoni amb un príncep de la dinastia Omeia. Encara que les unions matrimonials entre concubines esclaves cristianes i governants musulmans eren freqüents, el cas d'Ònnega és un dels pocs exemples en els quals una princesa cristiana contreu matrimoni amb la reialesa musulmana. Aquest matrimoni va generar aliances familiars entre les famíles governants cristianes i musulmanes de la península Ibèrica conduint, inicialment, a una col·laboració estreta entre la Casa de Íñiguez i els musulmans Omeies. Els efectes polítics del matrimoni de Ònnega es van fer sentir més enllà de la seva mort, esdevinguda en data incerta.

## Matrimoni amb l'Emir Abd-Al·lah

La península ibèrica al començament del segle X: Emirat de Còrdova, Regne d'Astúries, Regne de Navarra, Territoris de Banu Qassi

Fortuny Garcés, pare d'Ònnega, que era l'hereu al tron de Pamplona, fou capturat al 860 al poble de Milagro durant una expedició punitiva contra el petit Regne de Pamplona comandada per Muhammad I,  emir musulmà de Còrdova. L'expedició va assolar el territori cristià del regne i les tropes musulmanes van capturar tres castells. Fortuny Garcés, sobrenomenat al-Anqar (الأنقر) pels musulmans per ser borni, va ser portat a Còrdova on va romandre detingut durant vint anys en una captivitat daurada. Ònnega va acompanyar al seu pare a Còrdova, on es va casar amb Abd-Al·lah, el fill de Muhammad I. Es desconeix quan o com va arribar a Còrdova. Tal vegada anés capturada juntament amb el seu pare, o enviada a acompanyar al seu pare a la cort en una data posterior. Possiblement Ònnega encara era una adolescent quan li va donar a Abd-Al·lah un fill anomenat Muhammad, l'any 864. En convertir-se en esposa d'Abd-Al·lah, Ònnega va passar a ser anomenada Durr, un nom àrab que significa "perla". Segons algunes fonts, ella es va convertir a l'islam.
A més de Muhammad, Ònnega i Abd-Al·lah van ser pares de dues filles: al-Baha' i Fàtima la Jove. Abd-Al·lah va esdevenir emir en el 888, i Muhammad, el fill d'Ònnega, va ser designat hereu al tron. No obstant, el 28 de gener de l'any 891, Muhammad va ser assassinat per al-Mutarrif el seu germanastre més jove. Existeixen discrepàncies entre els historiadors sobre si al-Mutarrif va actuar impulsat pel seu propi compte o si va ser instigat pel seu pare Abd-Al·lah. Al-Mutarrif va ser decapitat l'any 895 per ordre del seu pare. Per tant, Abd-ar-Rahman, el fill de Muhammad que havia nascut tres setmanes abans de l'assassinat del seu pare, va ser qui va succeir el seu avi Abd-Al·lah com a emir de Còrdova. Conegut a occident com Abd-ar-Rahman III, posteriorment es va coronar califa.
Per tant, Ònnega va ser l'àvia paterna d'Abd-ar-Rahman III, qui va heretar d'ella i de la seva mare Muzna d'arrels franques, trets europeus tals com els ulls blaus i el pèl vermellós clar, el qual Abd-ar-Rahman va intentar modificar tenyint-se la barba per assemblar-se més a un àrab típic.

## Matrimoni amb Aznar Sánchez de Larraún
Cap al 882, després de romandre gairebé vint anys a Còrdova, Ònnega va abandonar els seus fills musulmans i va tornar al Regne de Pamplona amb el seu pare, qui havia pres recentment possessió del tron. Al cap de poc de tornar, es va casar amb el seu cosí, el comte Aznar Sánchez de Larraún, fill de Sancho Garcés i net de Garcia I de Pamplona. Va tenir un fill i dues filles, probablement nascuts entre els anys 883 i 890. Les seves filles, Tota i Sancha, es convertirien en reines consorts de Pamplona en contreure matrimoni amb membres de la Dinastia Ximena, que va arribar al poder l'any 905 després de derrocar al pare d'Ònnega, Fortuny Garcés:
- Sancho, de qui es tenen notícies només a través de les genealogies del Còdex de Roda, probablement mort sent jove.
- [4]
- Tota Aznárez es va casar amb Sanç I Garcés, unint les Dinasties Íñiguez i Ximena.
- [14]
- Sancha Aznárez va contreure matrimoni amb el germà de Sancho Garcés I de Pamplona i qui seria el seu successor Jimeno Garcés. Segons el Còdex de Roda, va ser assassinada en Galias in vila Laco pel seu fill García Jiménez, qui després va ser assassinat per Ihoannes Belescones et Cardelle Belascones in Salerazo.

## Llegat
La importància històrica d'Ònnega es deu al fet que ella proporciona una connexió genealògica entre els califes musulmans de Còrdova i els reis cristians de Pamplona, com també de les dues primeres dinasties reials de Pamplona. Mitjançant el seu primer matrimoni, Ònnega va esdevenir àvia paterna d'Abd-ar-Rahman III (o Abderramán) de Còrdova, i pel seu segon matrimoni, en l'àvia materna de Garcia III de Pamplona. Abd-ar-Rahman III, el seu net, va ser l'antecessor directe de tots els califes omeies de Còrdova, mentre que la línia ininterrompuda de descendència de Garcia III de Pamplona els converteix directament en un ancestre de la casa reial regnant actualment a Espanya, és a dir dels membres de la Casa de Borbó.
Cap a l'any 850, quan neix Ònnega, la Reconquesta estava començant a cobrar impuls. Com a resultat d'aquest context polític arregat de religiositat, les relacions entre els descendents musulmans i cristians d'Ònnega sovint van estar marcades pel conflicte. El seu net Abd-ar-Rahman III primer va derrotar, l'any 920, a Sanç Garcés I de Pamplona, marit de la seva tia Tota a la Batalla de Valdejunquera. El seu exèrcit va saquejar Pamplona l'any 924, cremant la catedral. En el 934, mentreAbd-ar-Rahman III es trobava de campanya pel nord d'Espanya, Tota, que ja havia quedat vídua, va pactar la pau amb ell i va negociar perquè el seu fill Garcia Sánchez I (del qual ella era regent) obtingués la confirmació del califa del seu títol reial. En aquest moment, el regne de Pamplona era súbdit del Califat de Còrdova, la reina Tota havia col·locat el seu territori sota la protecció del seu nebot, Abd-ar-Rahman III. No obstant això, va trencar el tractat de pau l'any 937, en establir una aliança amb el rei Ramir II de Lleó i el governador Tugíbida de Saragossa, que s'havia rebel·lat contra el califa Abd-ar-Rahman III. Després que el califa els va derrotar, Tota es va sotmetre i va acordar respectar l'antic tractat. Malgrat haver empenyorat la seva paraula, va violar el tractat per segona vegada l'any 939, quan les tropes del seu fill Garcia III de Pamplona van participar en la batalla de Simancas (també anomenada Alhandega) juntament amb les tropes de Ramir II de Lleó. Garcia III i Ramir II van aconseguir una victòria ressonant sobre l'exèrcit d'Abd-ar-Rahman III. Després de la batalla, es va pactar la pau entre el califa i els seus adversaris cristians.
No obstant això, els llaços familiars creats pels dos matrimonis d'Ònnega, també van donar lloc a ocasionals gestos de cordialitat i amistat entre els governants cristians i musulmans de la península Ibèrica. Un exemple, en aquest sentit, va tenir lloc l'any 958, quan Tota, la filla d'Ònnega, buscava una cura pel problema d'obesitat del seu net lleonès, Sanç I de Lleó, problema que era, en gran manera, la causa del seu derrocament del tron atès que el seu problema li impedia muntar a cavall i comandar un exèrcit. Atès que per aquella època Còrdova era famosa pels seus metges, Tota va sol·licitar l'ajuda del seu germanastre Abd-ar-Rahman III, qui va enviar al seu metge jueu Hasdai ibn Shaprut, qui va prometre guarir a Sanç amb la condició que Tota visités Còrdova. Per tant, l'any 958, Tota, acompanyada pel seu fill Garcia i el seu net Sanç, va arribar a Còrdova, on Abd-ar-Rahman III els va rebre en el seu palau de Medina Azahara, amb grans honors i pompa. La comitiva de Tota va incloure nobles i clergues. L'arribada d'una reina cristiana a la capital d'un califat islàmic va millorar el prestigi d'Abd-ar-Rahman III enfront dels seus súbdits, sent considerat una fita en la història de la diplomàcia medieval. El tractament mèdic de Sanç va ser exitós, i fou «alleujat de la seva excessiva corpulència». L'episodi va donar lloc a una aliança per a mutu benefici del califa i dels seus parents cristians. 

## Cronologia alternativa
El Còdex de Roda, l'única font que proporciona informació sobre el matrimoni cristià d'Ònnega, ubica la unió amb el seu cosí Aznar Sánchez de Larraún abans del seu casament, com a vídua, amb Abd-Al·lah de Còrdova. Basat en això, l'historiador francès Évariste Lévi-Provençal va desenvolupar una cronologia de la vida d'Ònnega que sitúa el seu naixement cap al 835 dC. Lévi-Provençal opina que Ònnega no va acompanyar al seu pare de tornada cap Pamplona l'any 882, o bé perquè ja havia mort, o perquè s'havia convertit a l'Islam i va preferir quedar-se a l'harem d'Abd-Al·lah. No obstant, aquesta cronologia comporta problemes, ja que implica que els fills d'Ònnega i Aznar van néixer abans o molt poc després de la captura del seu pare l'any 860, amb la qual cosa Tota Aznárez (la filla d'Ònnega) seria sexagenària quan va néixer el seu fill Garcia, i gairebé una dona centenària quan va visitar Còrdova l'any 958. Per tant, la majoria dels historiadors que han estudiat el tema han conclòs que el Còdex de Roda erra quant a l'ordre dels matrimonis d'Ònnega.